# Lepidopilum
Lepidopilum är ett släkte av bladmossor. Lepidopilum ingår i familjen Daltoniaceae.

## Dottertaxa tillLepidopilum, i alfabetisk ordning[1]
- Lepidopilum affine
- Lepidopilum amplirete
- Lepidopilum angustifrons
- Lepidopilum apollinairei
- Lepidopilum apophysatum
- Lepidopilum arcuatum
- Lepidopilum armatum
- Lepidopilum aurifolium
- Lepidopilum ballivianii
- Lepidopilum brevifolium
- Lepidopilum brevipes
- Lepidopilum caudatum
- Lepidopilum caviusculum
- Lepidopilum chloroneuron
- Lepidopilum convallium
- Lepidopilum crassisetum
- Lepidopilum curvifolium
- Lepidopilum curvirameum
- Lepidopilum cuspidans
- Lepidopilum diaphanum
- Lepidopilum erectiusculum
- Lepidopilum falcatulum
- Lepidopilum filiferum
- Lepidopilum filosum
- Lepidopilum flavescens
- Lepidopilum floresianum
- Lepidopilum frondosum
- Lepidopilum glaziovii
- Lepidopilum grevilleanum
- Lepidopilum hirsutum
- Lepidopilum inflexum
- Lepidopilum krauseanum
- Lepidopilum lastii
- Lepidopilum leiomitrium
- Lepidopilum leucomioides
- Lepidopilum longifolium
- Lepidopilum maculatum
- Lepidopilum mniaceum
- Lepidopilum mosenii
- Lepidopilum muelleri
- Lepidopilum nitidum
- Lepidopilum niveum
- Lepidopilum novae-guineae
- Lepidopilum ovalifolium
- Lepidopilum pallido-nitens
- Lepidopilum pectinatum
- Lepidopilum pergracile
- Lepidopilum permarginatum
- Lepidopilum phyllophilum
- Lepidopilum polytrichoides
- Lepidopilum rupestre
- Lepidopilum scabrisetum
- Lepidopilum stillicidiorum
- Lepidopilum subsubulatum
- Lepidopilum subulatum
- Lepidopilum surinamense
- Lepidopilum tenuifolium
- Lepidopilum tenuissimum
- Lepidopilum tortifolium
- Lepidopilum wallisii
- Lepidopilum verrucipes